# Arroyo Román Chico
Der Arroyo Román Chico ist ein im Westen Uruguays gelegener Fluss.
Der zum Einzugsgebiet des Río Uruguay zählende auf dem Gebiet des Departamento Río Negro verlaufende Fluss entspringt knapp sieben Kilometer westlich des Ortes Bellaco und nordwestlich der Quelle des Arroyo San Pedro. Von dort fließt er in westliche Richtung, wird von seinem rechtsseitigen Nebenfluss del Sauce gespeist, nachdem er zuvor den Cerro de Las Piedras südlich passiert hat und knickt dann nach Süden ab. Er mündet in den Arroyo Román Grande.